# César du meilleur court métrage documentaire
Ne doit pas être confondu avec César du meilleur film documentaire.
Le César du meilleur court métrage documentaire est une récompense cinématographique française décernée par l'Académie des arts et techniques du cinéma de 1977 à 1991 et à nouveau depuis 2022.

## Palmarès

### Années 1970
- 1977 : Une histoire de ballon, lycée n° 31 Pékin de Marceline Loridan et Joris Ivens
  - L'Éruption de la Montagne Pelée de Manuel Otéro. Sur l'éruption meurtrière du 8 mai 1902
  - Hongrie vers quel socialisme ? de Claude Weisz. Sur la République populaire de Hongrie
  - L'Atelier de Louis de Didier Pourcel
  - Les Murs d'une révolution de Jean-Paul Dekiss. Sur les fresques murales à la suite de la révolution des œillets.
  - Réponses de femmes d'Agnès Varda
- 1978 : Le Maréchal-ferrant de Georges Rouquier
  - Ben Chavis, les dix de Wilmington de Jean-Daniel Simon
  - La Loterie de la vie de Guy Gilles
  - Naissance de Frédéric Le Boyer
  - Samara de Rafi Toumayan
- 1979 : L'Arbre vieux de Henri Moline
  - Chaotilop de Jean-Louis Gros
  - Tibesti too de Raymond Depardon. Sur les Toubous du Tibesti.

### Années 1980
- 1980 : Petit Pierre d'Emmanuel Clot
  - Georges Demenÿ de Joël Farges. Sur Georges Demenÿ et le phonoscope.
  - Le Sculpteur parfait de Rafi Toumayan. Sur un fabricant de pagnes à Abidjan.
  - Panoplie de Philippe Gaucherand. Expérimentation avec Jacques Monory.
- 1981 : Le Miroir de la terre de Daniel Absil et Paul de Roubaix
  - Abel Gance, une mémoire de l'avenir de Laurent Drancourt et Thierry Filliard. Retour d'Abel Gance à Ajaccio.
  - Insomnies de Peter Schamoni. Sur Dorothea Tanning.
- 1982 : Reporters de Raymond Depardon
  - Ci-gisent de Valérie Moncorge. Sur le braconnage à Sumatra.
  - Solange Giraud née Tache de Simone Bitton
- 1983 : Junkopia de Chris Marker
  - L'Ange de l'abîme d'Annie Tresgot
  - Los Montes de José Martin Sarmiento. Sur des femmes vivant dans un hameau en Espagne.
  - Sculptures sonores de Jacques Barsac. Sur les artistes François et Bernard Baschet accompagnés de Jacques et Yvonne Lasry.
- 1984 : Ulysse d'Agnès Varda
  - Je sais que j'ai tort, mais demandez à mes copains, ils vous diront la même chose de Pierre Lévy. Des collégiens parisiens commentent leurs portraits de Picasso.
  - La Vie au bout des doigts de Jean-Paul Janssen
- 1985 : La Nuit du hibou de François Dupeyron
  - L'Écuelle et l'assiette de Raoul Rossi. La nutrition des Français, vue par le cinéma national.
  - Hommage à Dürer de Gérard Samson
- 1986 : New York N.Y. de Raymond Depardon
  - La Boucane de Jean Gaumy. Sur une usine de conserverie de poissons à Fécamp.
  - C'était la dernière année de ma vie de Claude Weisz. Raconte comment sa mère passa avec son fils la ligne de démarcation en 1942.
  - Un petit prince de Radovan Tadic. Documentaire dadaïste.
- 1987 :  Non décerné
- 1988 : L'Été perdu de Dominique Théron
  - Pour une poignée de kurus de Christian Raimbaud, Gilbert Augerau. Sur la fabrication de feutres en Turquie.
- 1989 : Chet's romance de Bertrand Fèvre
  - Classified people de Yolande Zauberman
  - Devant le mur de Daisy Lamothe

### Années 1990
- 1990 : Chanson pour un marin de Bernard Aubouy
  - Le Faucon de Notre-Dame de Claude-Christine Farny. Sur des faucons à Paris.
- 1991 : La Valise de François Amado
  - Tai Ti Chan de Chi Yan Wong. Sur le séisme de 1923 du Kantō.

### Années 2020
- 2022 : Maalbeek d'Ismaël Joffroy Chandoutis. Sur une traumatisée de l'attentat à la station de métro Maalbeek de 2016.
  - America de Giacomo Abbruzzese. Portrait d'un homme assassiné après avoir vécu le rêve américain.
  - Les Antilopes de Maxime Martinot. Sur des antilopes.
  - La Fin des rois de Rémi Brachet. Portrait des habitants de Clichy-sous-Bois à travers plusieurs axes de récit : un atelier de théâtre au lycée, une équipe de foot féminin, des agents luttant contre les logements vétustes et un service de maternité.
- 2023 : Maria Schneider, 1983 d'Elisabeth Subrin. Recréation d'une interview fameuse de Maria Schneider.
  - Churchill, Polar Bear Town d'Annabelle Amoros. Sur la migration des ours polaires dans la ville canadienne de Churchill.
  - Écoutez le battement de nos images d'Audrey Jean-Baptiste et Maxime Jean-Baptiste. Témoignage de la construction du centre spatial guyanais.
- 2024 :  La Mécanique des fluides de Gala Hernández López
  - L'Acteur de Hugo David et Raphaël Quenard
  - L'Effet de mes rides de Claude Delafosse. Film de bidouillage.
- 2025 : Les Fiancées du sud d'Elena López Riera
  - Petit Spartacus de Sara Ganem
  - Un cœur perdu et autres rêves de Beyrouth de Maya Abdul-Malak